# Ultimate Ultimate 1995
UFC: The Ultimate Ultimate (noto anche come Ultimate Ultimate 1995 o UFC 7.5) è stato un evento organizzato dal Ultimate Fighting Championship il 16 dicembre 1995, al Mammoth Gardens a Denver, Colorado.  L'evento è stato visto dal vivo in pay-per view negli Stati Uniti e successivamente pubblicato su home video.

## Retroscena
Ultimate Ultimate 1995 prevedeva un torneo da otto giocatori con il vincitore che riceveva $150.000. L'evento prevedeva anche due combattimenti alternativi, che non sono stati mostrati nella trasmissione in diretta pay-per-view.
Il torneo non aveva classi o limiti di peso. Ogni partita non prevedeva turni, ma è stato imposto un limite di tempo di 15 minuti per i quarti di finale e un limite di tempo di 18 minuti per le semifinali del torneo.
Le finali del torneo avevano un tempo limite di 27 minuti e, se necessario, tre minuti supplementari.
Ultimate Ultimate 1995 è stato anche il primo evento UFC a presentare giudici, che segnavano gli incontri in caso di pareggio.
L'arbitro della serata era 'Big' John McCarthy.
Dan Severn ha vinto il torneo sconfiggendo Oleg Taktarov.
Sei dei nove combattimenti si sono conclusi con la sottomissione. Le altre tre si sono concluse con decisione unanime (semifinali e finali).

## Risultati
- Eventuale ripescaggio nel torneo:  Mark Hall contro  Trent Jenkins

Hall sconfisse Jenkins per sottomissione (armlock) a 5:29.
- Eventuale ripescaggio nel torneo:  Joe Charles contro  Scott Bessac

Charles sconfisse Bessac per sottomissione (armlock) a 4:38.
- Quarti di finale del torneo:  Oleg Taktarov contro  Dave Beneteau

Taktarov sconfisse Beneteau per sottomissione (achilles hold) a 1:15.
- Quarti di finale del torneo:  Marco Ruas contro  Keith Hackney

Ruas sconfisse Hackney per sottomissione (strangolamento da dietro) a 2:39.
- Quarti di finale del torneo:  Dan Severn contro  Paul Varelans

Severn sconfisse Varelans per sottomissione (strangolamento triangolare) a 1:40.
- Quarti di finale del torneo:  Tank Abbott contro  Steve Jennum

Abbott sconfisse Jennum per sottomissione (neck crank) a 1:14.
- Semifinale del torneo:  Oleg Taktarov contro  Marco Ruas

Taktarov sconfisse Ruas per decisione dei giudici di gara.
- Semifinale del torneo:  Dan Severn contro  Tank Abbott

Severn sconfisse Abbott per decisione unanime.
- Finale del torneo:  Dan Severn contro  Oleg Taktarov

Severn sconfisse Taktarov per decisione e vinse il torneo Ultimate Ultimate 1995.